# タプ洞駅
畓洞駅（タプトンえき、朝鮮語: 답동역）は、朝鮮民主主義人民共和国咸鏡南道端川市にある駅で、クムゴル線に属する。 

## 隣の駅
クムゴル線
泉谷駅 - 畓洞駅 - 広泉駅